# Goodbye Julia

Goodbye Julia ( arabe : وداعا جوليا) est un film dramatique soudanais réalisé par Mohamed Kordofani et sorti en 2023. 
Il s'agit du premier long métrage de Kordofani et du premier film soudanais jamais présenté dans la section Un Certain Regard du Festival de Cannes, où il a remporté le Prix de la Liberté,.
Goodbye Julia a été sélectionné par le Comité national soudanais opérant en exil pour concourir pour le prix du meilleur long métrage international lors de la 96e cérémonie des Oscars.

## Synopsis
Goodbye Julia raconte l'histoire de deux femmes qui représentent les relations compliquées et les différences entre les communautés du nord et du sud du Soudan. Elle se déroule à Khartoum au cours des dernières années du Soudan en tant que pays uni, peu avant la séparation du Soudan du Sud en 2011. Mona, une ancienne chanteuse populaire de la classe moyenne supérieure du Nord, qui vit avec son mari Akram, cherche à atténuer son sentiment de culpabilité pour avoir causé la mort d'un homme du Sud en employant Julia, sa veuve sans méfiance, comme servante,.

## Fiche technique
- Titre : وداعا جوليا
- Titre anglais : Goodbye Julia
- Réalisation : Mohamed Kordofani
- Scénario : Mohamed Kordofani
- Musique composée et produite par : Mazin Hamid
- Décors : Issa Kandil
- Costumes : Simba Elmur
- Photographie : Pierre de Villiers
- Son : Rama Eid
- Montage : Heba Othman
- Production : Amjad Abu Alala, Mohammed Alomda
- Sociétés de production : Station Films, CULT
- Sociétés de distribution : 
  - MAD Solutions (Egypte, Soudan et ventes internationales)
  - ARP Sélection (France)
- Langue : arabe soudanais
- Format : Couleur - 35 mm
- Durée : 120 minutes
- Date de sortie : 2023
  - sortie nationale française le 8 novembre 2023

## Distribution
- Eiman Yousif : Mona
- Siran Riak : Julia
- Nazar Gomaa : Akram
- Ger Duany : Majier

## Contexte
Le cinéaste soudanais Mohamed Kordofani vit à Bahreïn et a travaillé comme ingénieur aéronautique pendant de nombreuses années avant de se lancer dans une carrière de cinéaste largement autodidacte. Pour son premier court métrage Gone for Gold de 2015, il a été distingué comme meilleur réalisateur par le Prix international soudanais Taharqa pour les arts. Son deuxième court métrage, Nyerkuk (2016), a reçu plusieurs distinctions, dont le Prix du Réseau des Écrans Arabes Alternatifs (NAAS) au Festival du Film de Carthage, le Prix du Jury au Festival International du Film Arabe d'Oran et le Prix de l'Éléphant Noir. du Festival du film indépendant du Soudan,.
Entre autres subventions de développement de projets, le film a reçu le soutien du Fonds arabe pour les arts et la culture (AFAC) basé à Beyrouth, du Festival du film d'El Gouna en Égypte, du Festival du film arabe suédois de Malmö et du Fonds de la Mer Rouge. en Arabie Saoudite.
Les rôles principaux ont été joués par la chanteuse et actrice soudanaise Eiman Yousif et Siran Riak, ancienne Miss Soudan du Sud et mannequin née dans l'actuel Soudan du Sud, qui n'a jamais joué dans un film auparavant,.

Commentant le contexte social de son film, Kordofani a déclaré : 

« Le racisme qui a été pratiqué pendant de nombreuses décennies par la plupart des Arabes du Nord, du gouvernement et du peuple, a été l’une des principales raisons pour lesquelles les Sudistes ont choisi de faire sécession. Je considère Goodbye Julia comme un appel à la réconciliation et un coup de projecteur sur la dynamique sociale qui a conduit à la séparation du Sud. »

Goodbye Julia a été produit par le réalisateur et scénariste soudanais Amjad Abu Alala, né et basé à Dubaï, dont le film dramatique de 2019 You Will Die at Twenty a remporté le Lion du Futur du meilleur premier film à la Mostra de Venise ainsi que le Golden Globe Star du meilleur film narratif au Festival du film d’El Gouna. De plus, ce film était la toute première soumission du Soudan aux Oscars.
En raison de conditions politiques difficiles et du manque d'infrastructures cinématographiques, le tournage des scènes a duré 40 jours, du 6 novembre au 15 décembre 2022. La partition musicale du musicien soudanais Mazin Hamid a été enregistrée lors des affrontements en cours entre l'armée et la société civile à Khartoum.
Dans une interview avec le réseau NPR, Kordofani a parlé de son expérience personnelle en tant que Nord-Soudanais face à la discrimination envers les sudistes, de son sentiment de culpabilité et de sa motivation à réaliser ce film juste avant le déclenchement du conflit militaire dévastateur qui a débuté le 15 avril 2023 :

« Bien sûr, je vais faire face à beaucoup de difficultés, de critiques et de controverses une fois le film projeté, car peu de gens apprécieront la façon dont les habitants du Nord sont représentés dans le film. […] Personne dans le film n'est décrit comme totalement bon ou totalement mauvais parce que je comprends que même les habitants du Nord sont victimes de leurs sociétés et de leurs communautés et des valeurs qui leur ont été transmises au fil des générations. Je suis donc capable de sympathiser avec tous les personnages du film. Pourtant, je peux indiquer où je pense que se situe l'origine du problème. »

## Réception internationale
Goodbye Julia a été présenté en première devant 1 000 spectateurs le 20 mai 2023 dans la section Un Certain Regard du Festival de Cannes 2023. La projection et les questions-réponses qui ont suivi après la première avec les acteurs et l'équipe, y compris des commentaires sur le conflit en cours au Soudan en 2023, ont été ovationnés debout. En outre, Goodbye Julia a également été invitée à des festivals de films internationaux, notamment le BFI London Film Festival, Karlovy Vary, Melbourne, le Festival international du film noir de Montréal et le Festival du film de Varsovie.
En septembre 2023, Goodbye Julia a été proposé comme candidat soudanais pour le meilleur long métrage international aux 96ièmes Oscars qui seront annoncés le 10 mars 2024. Cette nomination a reçu le soutien de l'actrice du film Black Panther, Lupita Nyong'o, en tant que productrice exécutive.
Le 25 octobre 2023, il est sorti dans vingt cinémas égyptiens, et le 8 novembre à Paris et dans vingt autres villes de France.

## Prix et distinctions
- Prix de la Liberté du Festival de Cannes 2023.
- Meilleur film africain aux Septime Awards 2023, Pays-Bas[26].
- Soumis comme candidature soudanaise dans la catégorie Meilleur Long métrage International pour la 96e cérémonie des Oscars[3].